# Liechtensteinse woelmuis
De Liechtensteinse woelmuis (Microtus liechtensteini) is een zoogdier uit de familie der hamsters en woelmuisachtigen (Cricetidae). De wetenschappelijke naam van de soort werd voor het eerst geldig gepubliceerd door Otto Wettstein-Westersheimb in 1927.

## Voorkomen
De soort komt voor in het oosten van Italië, Oostenrijk, Slovenië, Kroatië en Bosnië-Herzegovina. Werd in 2007 ook vastgesteld in Servië. Komt voor van zeeniveau tot op 1.700 meter hoogte. De soort leeft op weilanden, hooilanden, lichte bossen en open plekken in bossen. In berggebieden vaak in bestanden met bergden (Pinus mugo). In de laaglanden vaak op droge weiden, wijngaarden en tussen hagen.